# Hafen Gliwice
Koordinaten: 50° 19′ 37,2″ N, 18° 38′ 11″ O

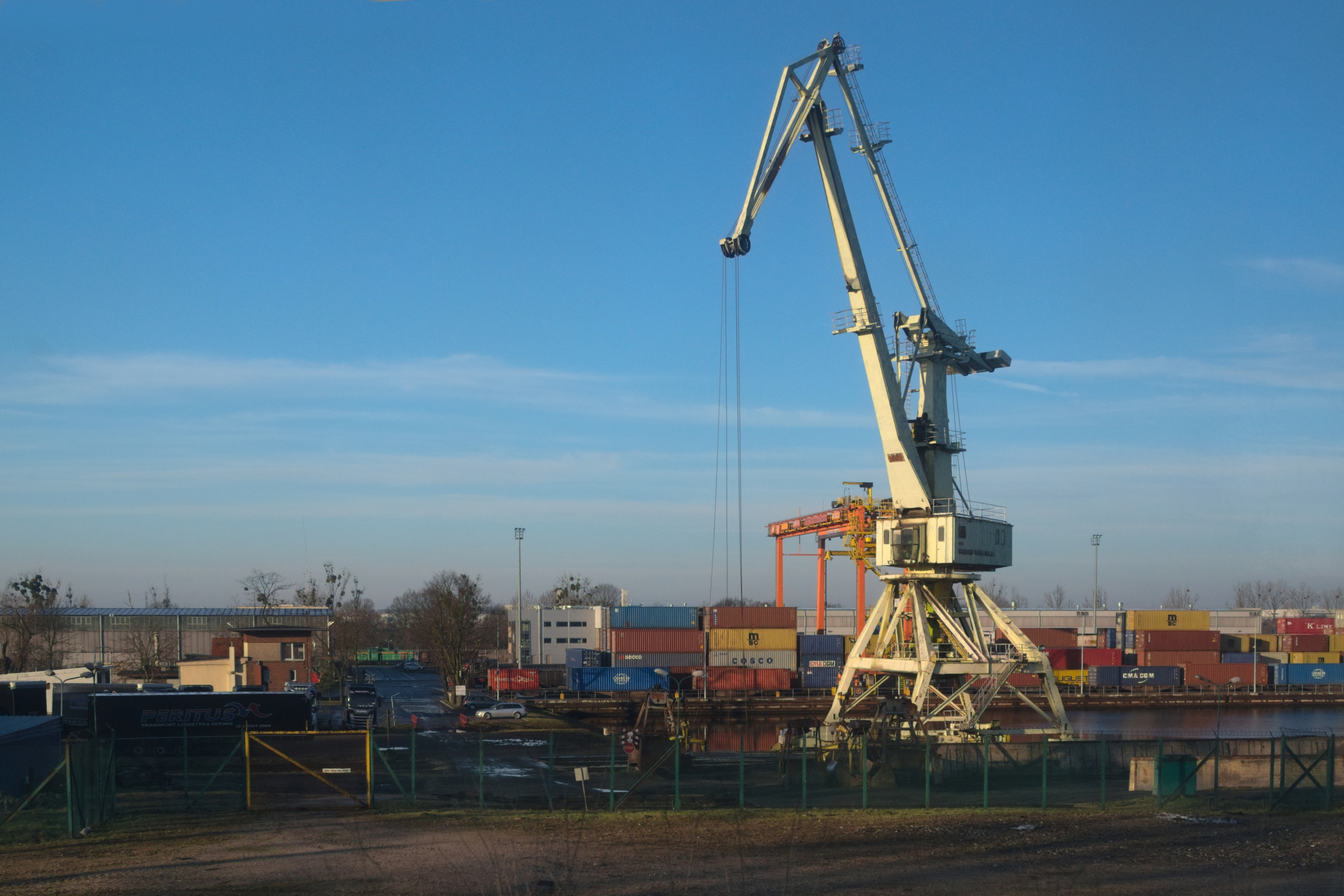
Hafen Gliwice (2019)

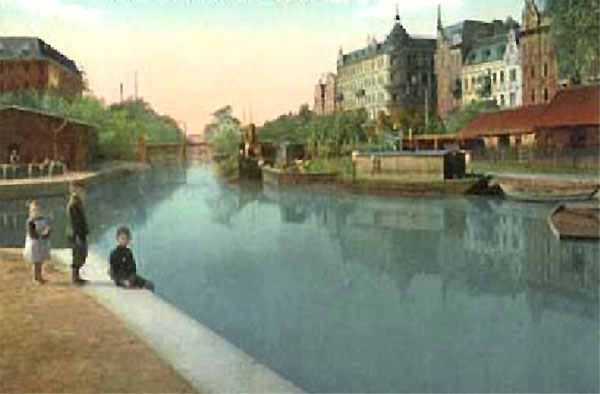
Der alte Hafen in Gleiwitz

Der Hafen in Gliwice (Gleiwitz) befindet sich im Westen der Stadt an der ul. Portowa. Der Binnenhafen stammt aus den 1930er Jahren und ersetzte den alten Hafen in der Innenstadt von Gleiwitz.
Der alte Hafen befand sich nördlich der Altstadt zwischen der Wilhelmstraße und der Bahnhofstraße und war an den Klodnitzkanal angebunden. An den Hafen war eine Schmalspurbahn angeschlossen. Der Betrieb des Hafens wurde nach der Fertigstellung des neuen Hafens eingestellt.
Der neue Hafen entstand außerhalb der Stadt zusammen mit dem Bau des Gleiwitzer Kanals, der den alten Klodnitzkanal ersetzte. Über den Gleiwitzer Kanal wurde Gleiwitz an die Oder angebunden. Der Hafen wurde 1939 in Betrieb genommen. Der Hafen besitzt zwei Große Becken und ein kleineres Becken.